# Hmongfolket

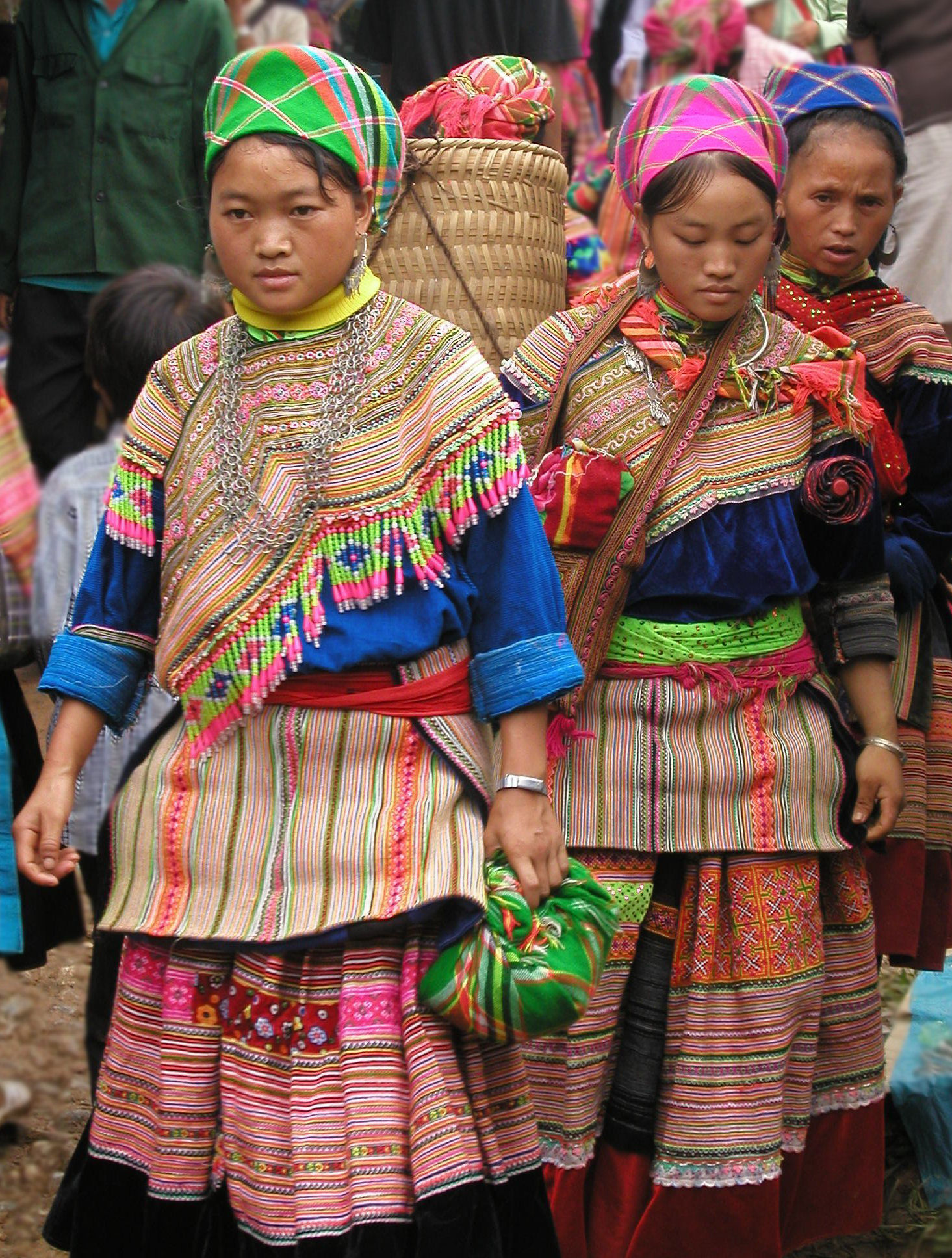
Hmong-kvinnor på Coc Ly market, Sa Pa, Vietnam

Hmong, eller Mong, är ett folk som lever i Kina, Laos, Myanmar, Thailand och Vietnam.
De uppgår sammanlagt till 4-5 miljoner och talar främst hmongspråket. Till religiös tillhörighet är de oftast buddhister.
Hmong räknas i Kina som en del av minoritetsgruppen Miao. 
Under Vietnamkriget slogs den vietnamesiska Hmong-minoriteten på amerikanernas sida, vilket ledde till att när USA drog bort sina styrkor från landet 1973 kom Hmong-folket i Vietnam att diskrimineras och förföljas av landets kommunistiska regim. Därför har en stor del av Hmongbefolkningen i Vietnam idag emigrerat till USA.
Hmongfolket förekommer i Clint Eastwoods film Gran Torino från 2008. De förekommer även i säsong 2 av Grey's Anatomy där en ung sjuk flicka är hmong. En vanlig ceremoni utförs på programmet som en del av historien. I TV-serien House, säsong 8, avsnitt 18, behandlar House och hans team en pojke från Hmongfolket. I flera scener förekommer inslag med stark och dramatisk anknytning till Hmongkulturen.